# 动词
動詞（英語：verb）是詞類的一種，中文的動詞是用來表示動作、行為或事件發生之詞。動詞在各種的語言的語法中可能表示動作、發生或是存在的狀態。英語的動詞（verb）一字是用來指聲明或聲稱的詞，可以單獨或與不同的修飾詞、助詞一起，和主詞組成句子。「verb」之辭源為古法語「verbe」，在古法語時已具備「表達動作或存在的詞性」之含義，「verbe」又源自於拉丁語「verbum」，原意為「文字」。
在許多語言中，動詞存在有詞形變化，並藉此表示時態、體貌、語境和語態。也可能是為了一致於人稱、性別、量詞、論元。在一些有詞形變化的語言中也存在有不帶有詞形變化的基礎形態動詞，像是不定詞，像是英語中就將不定詞描寫成「字典格式（dictionary form）」。

## 概述
在多數語言中，基本上每個完整的子句都有一個動詞。動詞通常在句中充當謂語成分，但謂語和動詞屬於不同層面的概念，一個句子中始終只有一個謂語結構，謂語成分也可以是形容詞來擔當，動詞也不一定是謂語（比如分詞、不定式）。
例如：
1. 「他正在讀書。」（在這句「讀」字是動詞）
2. 「小鳥在天空飛。」（在這句「飛」字是動詞）[3]

英語等歐洲語言中，任何句子都必須有動詞，不存在無動詞句。然而中文存在無動詞句，例如「明天週五。」「花兒真漂亮！」……漢語中可以直接用名詞或形容詞作謂語而不需要動詞（英語等歐洲語言類似的句子需要添加系动词）。
一些語法流派受到歐洲語言的系表結構影響，堅持認為句子必須有動詞，將以上句子分析為省略了動詞「是」的句子，還比如：
1. 「生命是美好的！」（驚嘆句，在這句「是」是動詞，可寫作「生命美好！」）
2. 「你真是聰明。」（慣用語，在這句「真是」是動詞，可寫作「你好聰明。」）
3. 「這個真是神奇啊！」（在這句「真是」是動詞，可寫作「這個真神奇啊！」）

## 语法特徵

### 现代汉语
1. 一般能用副詞（如：「不」）修飾，但多不能用程度副詞（如：｢很｣）修飾
例如：不可以、不是、不能
2. 一般能與動態助詞（著、了、過）結合
例如：看著、看了、看過
3. 一般能帶賓語
4. 句子中主要當作謂語

## 分類
動詞可分為一般動詞和特殊動詞。一般動詞可分為行為動詞、心理活動動詞、使令動詞、比似動詞等。特殊動詞可分為助動詞和趨向動詞。
1. 助動詞是表示意願或可能的詞，可以作謂語
例：能、可、會、應該、應當、要
2. 趨向動詞表示動作的趨向，可以作謂語，也可當作補語
例：上、下、進來、出來、回去、過去,回來

動詞還可以根據其支配的名詞性成分（語言學中稱之為論元）數量（也被稱作動詞的配價）進行分類（在大多數西歐語言中通常会有及物動詞和不及物動詞的分类），還有部分動詞不要求論元。
1. 零價動詞：英語中的snow, rain
注意：英語中這些動詞通常會搭配一個不具實際意義的形式主語it。（如：It rains. It snows.）
2. 一價動詞（亦可被叫做不及物動詞，日語稱作自動詞）：漢語中的病、醉、亮、跑；英語中的sit, fall
漢語：他病了。燈亮了。雞跑了。 英語：The man sits down. The apple falls on the ground.
3. 二價動詞（亦可被稱作及物動詞）：愛、拿等
漢語：他去買菜了。 小明拿起了他的筆記本。 老鼠愛大米。 英語：He takes the coat with him.
4. 三價動詞（即常説的支配雙賓語的動詞）：送、告訴等
漢語：他將秘密告訴別人了·。英語：The boy gives the flower to the pretty girl.

## 詞形变化
在屈折語中，动词有詞形變化。相比其他有詞性變化的词类如名词、代词、形容词和副词，动词的詞形變化范畴是最多的，常见的有以下几类：人称、数、时态（又分可为时和体）、式、语气。动词的分词在作为形容词时，又可以像形容词一样有格和性的变化。对于像拉丁语和俄语这样高度屈折语言，一个动词的詞形變化形式可以多达上百种。

### 英语
古英語與一眾印歐語系語言一樣，屬於屈折語，擁有豐富的屈折變化。但是，隨著數個民族對大不列顛島的爭奪，民族的融合發展使英語逐漸失去了許多屈折變化，逐漸向分析語發展。
現代英語的規則動詞存在人稱、時、體、語氣、語態的變化。總體來説，英語的時-體-語氣三個屬性混雜、存在重疊，在不同學派間對其劃分存在不同看法。
傳統英語語法中，會將時態分為“時間+方式”，時間分為過去、現在、將來，動作方式又可分為一般、進行、完成、完成進行。相互組合可多至16種時態。這是傳統語法據拉丁語語法建立起來的模式。
但海外自20世紀50年代以來，部分語法著作將時（Tense），體（Aspect）看作不同的語法范疇，並認爲英語不存在將來時，亦即不存在“過去將來時”。新體系中存在兩個時（過去時、現在時），兩個體（進行體、完成體）。這四個屬性既可以組合運用，亦可單獨運用（體不與時結合的情況下即為“非限定動詞”）。而傳統語法中的“將來時”，則被看作will/shall這兩個助動詞的用法之一；与be going to等句式一同构成英语将来时间的表现法。

### 德語
德語的動詞分成數類，分別為強變化、弱變化、強弱混合變化以及不規則變化等。
德語動詞的變化，主要有人稱、數、時態、行動方式、敘述方式幾種。變化通常是基於動詞的不定式去掉詞尾-en後進行對應人稱和時態變化。

## 注解
1. ↑  對這兩個助動詞性質存在爭論，一派如《納氏文法》將其稱爲將來時助動詞[8]；一派如M. Ganshina 認爲其既是情態動詞亦是時態助動詞；一派認爲其僅僅為情態助動詞，表達將來意義為其用法之一。[6]